# خرشيرعلي (مقاطعة تشرداول)
خرشيرعلي (بالفارسية: خرشیرعلی) هي قرية تقع في قسم شباب الريفي (مقاطعة تشرداول) في إيران. يقدر عدد سكانها بـ 26 نسمة بحسب إحصاء 2016.